# Tom Verlaine
Tom Verlaine (født Thomas Miller den 13. december 1949 i Morristown, New Jersey, død 28. januar 2023) var en sanger, sangskriver og guitarist, der er bedst kendt for sin tid som forsanger og leder af New Yorker bandet Television.

## Biografi
Tom Verlaine hed oprindeligt Thomas Miller. Han lærte at spille piano i en tidlig alder, men skiftede over til saxofon i skoleårene, efter at have hørt en plade med John Coltrane. Verlaine var oprindeligt ikke imponeret over guitarens rolle i rock og i jazz, og blev først inspireret til at spille instrumentet efter at have hørt The Rolling Stones' "19th Nervous Breakdown" under sin pubertet, hvorefter han begyndte en længere periode med at eksperimentere med at finde sit eget personlige udtryk. Verlaine havde også i en tidlig alder interesse for lyrik og poesi. Som teenager opholdt han sig på kostskolen Sanford School, hvor han mødte det kommende punk-ikon Richard Hell.
Verlaine og Hell droppede ud af kostskolen og flyttede til New York City. Her tog Thomas Miller kunstnernavnet Tom Verlaine inspereret af den franske poet Paul Verlaine. Tom Verlaine er citeret for at have udtalt, at han var inspireret af Bob Dylans navneskift som en måde at lægge fortiden bag sig. Sammen med Richard Hell dannede han bandet The Neon Boys, der herefter hyrede trommeslageren Billy Ficca. The Neon Boys blev dog hurtigt opløst, da de ikke kunne finde guitarist nr. 2 til bandet, på trods af at såvel Dee Dee Ramone som Chris Stein deltog i auditions. Bandet blev få måneder senere reorganiseret som Television efter at de have fundet guitaristen Richard Lloyd. Bandet spillede på de nye eksperimenterende klubber som CBGB og Max's Kansas City. I 1975 smed Verlaine Richard Hell ud af bandet grundet Hells excentriske og kaotiske spillestil og opførsel, og bandet udgav herefter sin første single med Fred Smith som erstatning for Richard Hell. Verlaine datede på daværende tidspunkt Patti Smith, der ligeledes var blandt de unge artister på den gryende New York punkscene. Television udgav to album inden gruppen blev opløst, Marquee Moon (1977) og Adventure (1978), der opnåede fine anmeldelser, men et forholdsvist beskedent salg. Marquee Moon optræder på diverse lister som værende blandt de største album gennem tiderne. Television blev opløst i 1978.
Efter opløsningen af Television udgav Verlaine sit første soloalbum, Tom Verlaine, der fik en fin modtagelse af kritikerne. Verlaine flyttede til England, hvor han boede i en kort periode i 1980'erne. I 1990'erne arbejdede han med forskellige artister, herunder sin tidligere kæreste Patti Smith, og komponerede musik til filmen Love and a .45. I de tidlige 90'ere blev Television kortvarigt gendannet og indspillede studiealbummet Television (1992). Materiale fra den tilhørende turné blev udgivet på livealbummet Live at the Academy, 1992 (2003).
Verlaine anses af mange for en af de mest originale og talentfulde artister i den tidligere post punk æra. Han er placeret som nummer 51 på Rolling Stone magazine's liste over de 250 bedste guitarister gennem tiderne. Verlaine gav sjældent interviews.

## Musikalske samarbejder
Verlaine drøftede med Jeff Buckley at producere Buckleys andet album inden Buckley i 1997 døde i en drukneulykke.
Han optrådte som guitarist på flere udgivelser af andre artister. Han spillede på sangen "Fireflies" fra Patti Smiths 1996- album Gone Again, og medvirkede også på Smiths debutsingle "Hey Joe" og "Break IT Up" på hendes debutalbum Horses.
Han var endvidere med i The Million Dollar Bashers, et orkester, hvis øvrige medlemmer er Lee Ranaldo og Steve Shelley (begge Sonic Youth), guitarist Nels Cline (også Wilco), Tony Garnier (bassist med Bob Dylan), guitarist Smokey Hormel og keyboardspiller John Medeski. The Million Dollar Bashers optræder på soundtracket til filmen I'm Not There, en biografisk film om Bob Dylans liv.

## Guitarer og spillestil
Tom Verlaine spillede gennem sin karriere på en række forskellige guitarer af mærket Fender. I Televisions unge år spillede Verlaine en Fender Jazzmaster og en Fender Jaguar gennem forstærkere fra Fender og Vox, et guitarvalg der på daværende tidspunkt var usædvanligt. Verlaine spillede senere primært Fender Stratocaster. Verlaines spillede med en række sædvanlige lyde og optageteknikker, herunder delay, reverb, flanging, tremolo m.v. På Televisions første udgivelse "Little Johnny Jewel" blev Verlaines guitar indspillet direkte uden forstærker. Ulig de fleste rockguitarister benyttede Verlaine sjældendt distortion. Vibrato var et væsentligt element i Verlaines stil.

## Discografi

### Soloalbum
- Tom Verlaine (1979)
- Dreamtime (1981)
- Words from the Front (1982)
- Cover (1984)
- Flash Light (1987)
- The Wonder (1990)
- Warm and Cool (1992) (Reissued in 2005)
- The Miller's Tale: A Tom Verlaine Anthology (1996)
- Around (2006)
- Songs and Other Things (2006)

### Singler
- "Always" (1981)
- "Postcard from Waterloo" (1982)
- "Let Go the Mansion" (1984)
- "Five Miles of You" (1984)
- "A Town Called Walker" (1987)
- "Cry Mercy, Judge" (1987)
- "The Funniest Thing" (1987)
- "Shimmer" (1989)
- "Kaleidoscopin" (1990)

## Eksterne links
- Tom Verlaine på Allmusic
- Tom Verlaine på Discogs
- Tom Verlaine på MusicBrainz
- The Wonder Arkiveret 26. oktober 2020 hos  Wayback Machine
- Interview med Tom Verlaine af Sadi Ranson-Polizzotti Arkiveret 10. september 2007 hos  Wayback Machine